# Werschiny (Kaliningrad)
Werschiny (russisch Вершины, deutsch Werschen) ist ein Ort in der russischen Oblast Kaliningrad (Gebiet Königsberg (Preußen)) und gehört zur Mosyrskoje selskoje posselenije (Landgemeinde Mosyr (Klein Gnie)) innerhalb des Rajon Prawdinsk (Kreis Friedland (Ostpr.)). Als einer der wenigen Orte im früheren nordöstlichen Teil Ostpreußens konnte der Ort seinen Namen in slawisierter Form beibehalten. 

## Geographische Lage
Werschiny liegt 31 Kilometer nordöstlich der Rajonshauptstadt Prawdinsk (Friedland (Ostpr.)) und 18 Kilometer nordöstlich der früheren Kreisstadt Gerdauen, dem jetzigen Schelesnodoroschny.
Durch Werschen verläuft der Fluss Aschwöne (Swine, russisch: Putilowka), welcher im früheren und heute nicht mehr existenten ca. 1 km westlich gelegenen Ortsteil Sokallen (russisch: Perovo) für den Betrieb der Wassermühle aufgestaut wurde. 

### Verkehr

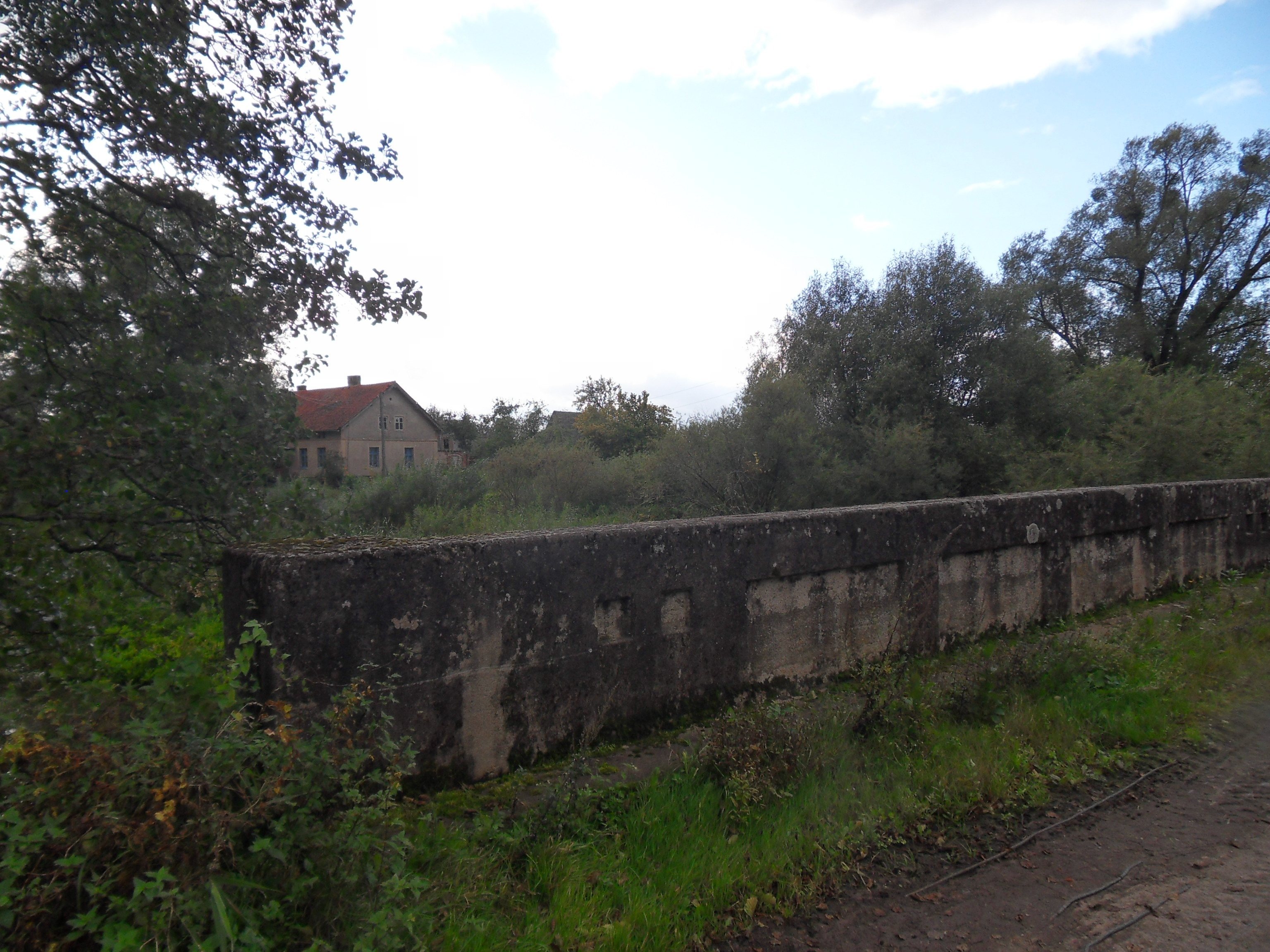
Blick von der Brücke über die Swine auf den westlichen Teil des Dorfes

Durch den Ort verläuft die russische Fernstraße R 508 im Streckenabschnitt zwischen Osjorsk (Darkehmen, 1938–1945 Angerapp, 48 km) und Snamensk (Wehlau, 25 km). Innerorts mündet eine Nebenstraße ein, die von Winogradnoje (Stutterei) im Rajon Tschernjachowsk (Kreis Insterburg) kommend über Perewalowo (Muldszen, 1936–1938 Muldschen, 1938–1945 Mulden) und Tichoje (Kiehlendorf) nach hier führt.
Der Ort ist an das öffentliche Linienbusnetz angeschlossen, welches Werschiny über die Buslinie 536к Kaliningrad–Mosyr (Königsberg–Klein Gnie) in beide Richtungen jeweils bis zu dreimal täglich mit der Hauptstadt der Oblast verbindet. Die Haltestelle befindet sich direkt an der Straßenkreuzung in Richtung Tichoje.
Eine Bahnanbindung besteht nicht mehr, seit der Personenverkehr auf dem russischen Streckenabschnitt der Bahnstrecke Toruń–Tschernjachowsk (Thorn–Insterburg) mit der vier Kilometer entfernten Bahnstation Mosyr-Nowy (ehem. Bahnhof Klein Gnie) im Jahre 2009 eingestellt wurde.

## Geschichte
Erste urkundliche Erwähnungen erfuhr das Dorf bereits im Jahr 1592 als Peslekem. Eine weitere belegbare Ortsbezeichnung war Perszlkem (1596) sowie Warsagey (ebenfalls 1596), aus welchem sich dann die spätere Ortsbezeichnung Werschken (1603) und die Variante Wersßen (1785) bildete. Danach bürgerte sich die spätere Schreibweise Werschen ein.
Das ehedem Werschen genannte Dorf gehörte zwischen 1874 und 1945 zum Amtsbezirk Muldszen (1936–1938 Muldschen, 1938–1945 Mulden, seit 1947: Perewalowo) im Landkreis Gerdauen im Regierungsbezirk Königsberg in der preußischen Provinz Ostpreußen.
Im Jahre 1910 lebten hier 129 Einwohner. Am 21. März 1928 schlossen sich die Landgemeinden Werschen und Sokallen (nach 1950: Perowo) zur neuen Landgemeinde Werschen zusammen. Die Einwohnerzahl stieg bis 1933 auf 187 und betrug 1939 bereits 192.
Infolge des Zweiten Weltkrieges kam das nördliche Ostpreußen und mit ihm das Dorf Werschen 1945 zur Sowjetunion und wurde 1947 in „Werschiny“ umbenannt. Bis zum Jahr 2009 gehörte es innerhalb der seit 1991/92 russischen Oblast Kaliningrad zum Mosyrski sowjet (Dorfsowjet Mosyr (Klein Gnie)) und ist seither – aufgrund einer Struktur- und Verwaltungsreform – eine als „Siedlung“ (possjolok) eingestufte Ortschaft innerhalb der Mosyrskoje selskoje posselenije (Landgemeinde Mosyr) im Rajon Prawdinsk.
Der eigentliche Ortslage des früheren Werschen erstreckte sich ursprünglich entlang beider Seiten der Swine, die Brücke über den Fluss markierte faktisch das Zentrum des Ortes. Weitere, jedoch nur vereinzelte Gebäude bzw. Gehöfte befanden sich etwas weiter abseits gelegen direkt an der Hauptstraße Mulden - Groß Gnie. Werschen war ein nahezu ausschließlich von Landwirtschaft geprägtes Dorf. Darüber hinaus gab es im Ort noch eine Schmiede sowie eine Tischlerei. Vom alten Ortskern ist heute kaum noch etwas erhalten. Vergleicht man den heutigen Gebäudebestand mit dem des Jahres 1945, so blieb westlich der Swine von einstmals 6 Gehöften sowie einigen weiteren Gebäuden lediglich ein Gehöft erhalten. Auf der östlichen Seite des Flusses ist sogar nahezu gar keine alte Bausubstanz mehr auszumachen. Jedoch sind die an der Hauptstraße auf Höhe der Straßenkreuzung nach Kiehlendorf gelegenen Gebäude größtenteils heute noch erhalten. Das jetzige Werschiny erstreckt sich auf einer Länge von rund 500 Metern entlang der östlichen Seite der Hauptstraße mit einfachen Bebauungen aus der Nachkriegszeit. Das Dorf hat keinen eigentlichen Ortskern mehr. Alte Straßenverläufe im ursprünglichen Ort, insbesondere die zwischen Hauptstraße und dem Fluss Swine, sind nur noch schwer oder überhaupt nicht mehr auszumachen.

## Sehenswürdigkeiten (Stand 2012)

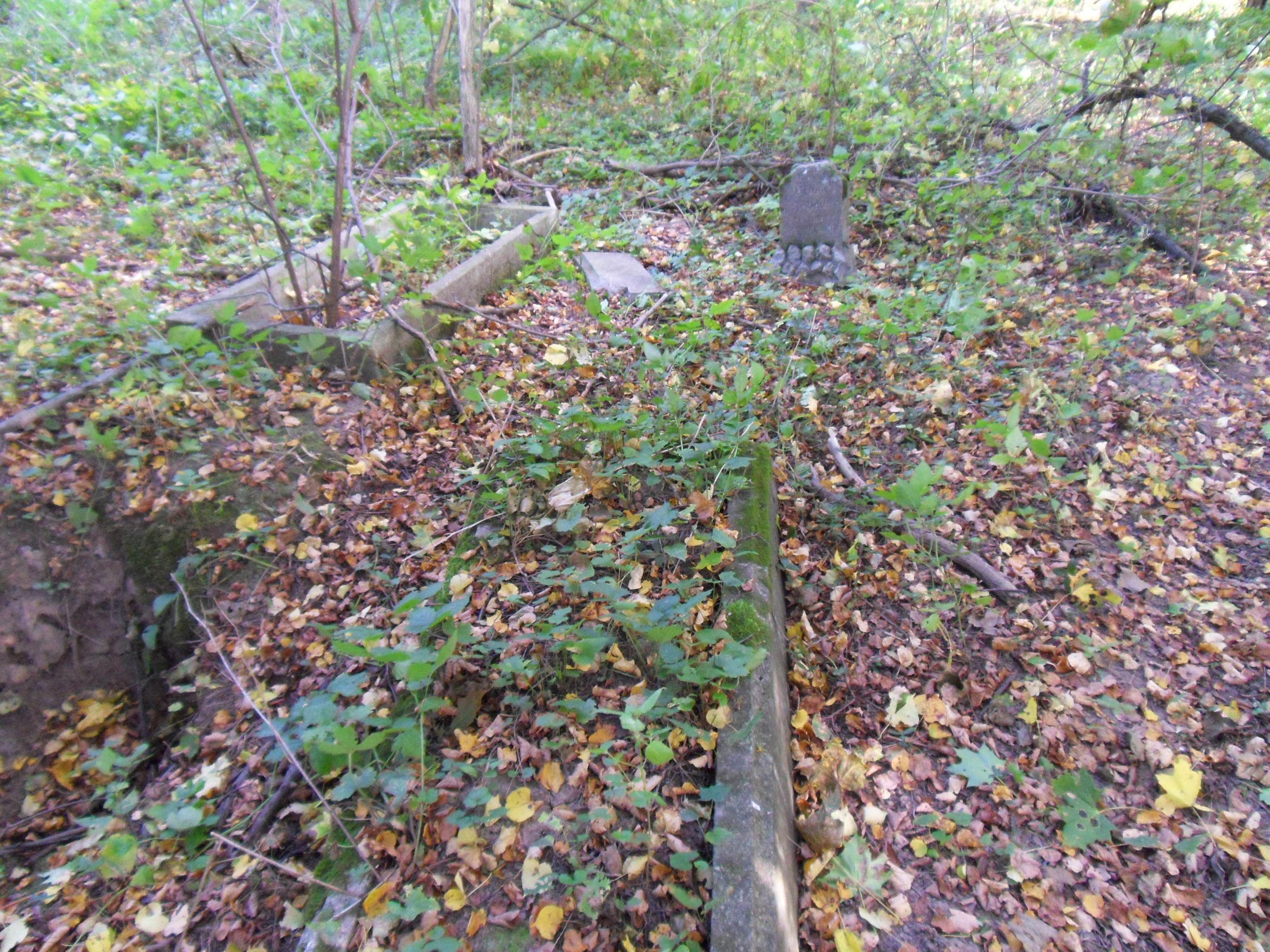
Der ehemalige deutsche Friedhof von Werschen (Ostpr.) im September 2012

Aus der Vorkriegszeit sind nur noch vereinzelte Gebäude, teils aber noch mit Stallungen, zu finden. Erhalten geblieben ist die massive Brücke über die Swine, welche jedoch erhebliche Beschädigungen aufweist. Auch die ursprüngliche Kopfsteinpflasterung im Dorf ist an einigen Stellen, vor allem in Brückennähe, noch sichtbar. 
Vom früheren deutschen Friedhof des Dorfes, welcher sich ca. 500 Meter östlich vom Dorf direkt oberhalb der Swine befindet, existieren aus der Vorkriegszeit nur noch vereinzelte alte deutsche Grabsteine mit Inschriften, aber dafür noch eine größere Anzahl von Grabeinfassungen, teils sogar noch mit Namen beschriftet. Der Friedhof wurde nach der Vertreibung der deutschen Bevölkerung von den russischen Neusiedlern nicht weiter genutzt. 

## Kirche
Mit seiner mehrheitlich evangelischen Bevölkerung war Werschen bis 1945 in das Kirchspiel Muldszen (1936–1938 Muldschen, 1938–1945 Mulden, seit 1947: Perewalowo) eingepfarrt. Es gehörte zum Kirchenkreis Gerdauen (seit 1946: Schelesnodoroschny) innerhalb der Kirchenprovinz Ostpreußen der Kirche der Altpreußischen Union.
Heute liegt Werschiny im Einzugsbereich der neugebildeten Stadtgemeinde Tschernjachowsk (Insterburg), die sich der ebenfalls neuen Propstei Kaliningrad innerhalb der Evangelisch-Lutherischen Kirche Europäisches Russland (ELKER) eingegliedert hat.